# Manuel Álvarez Bravo

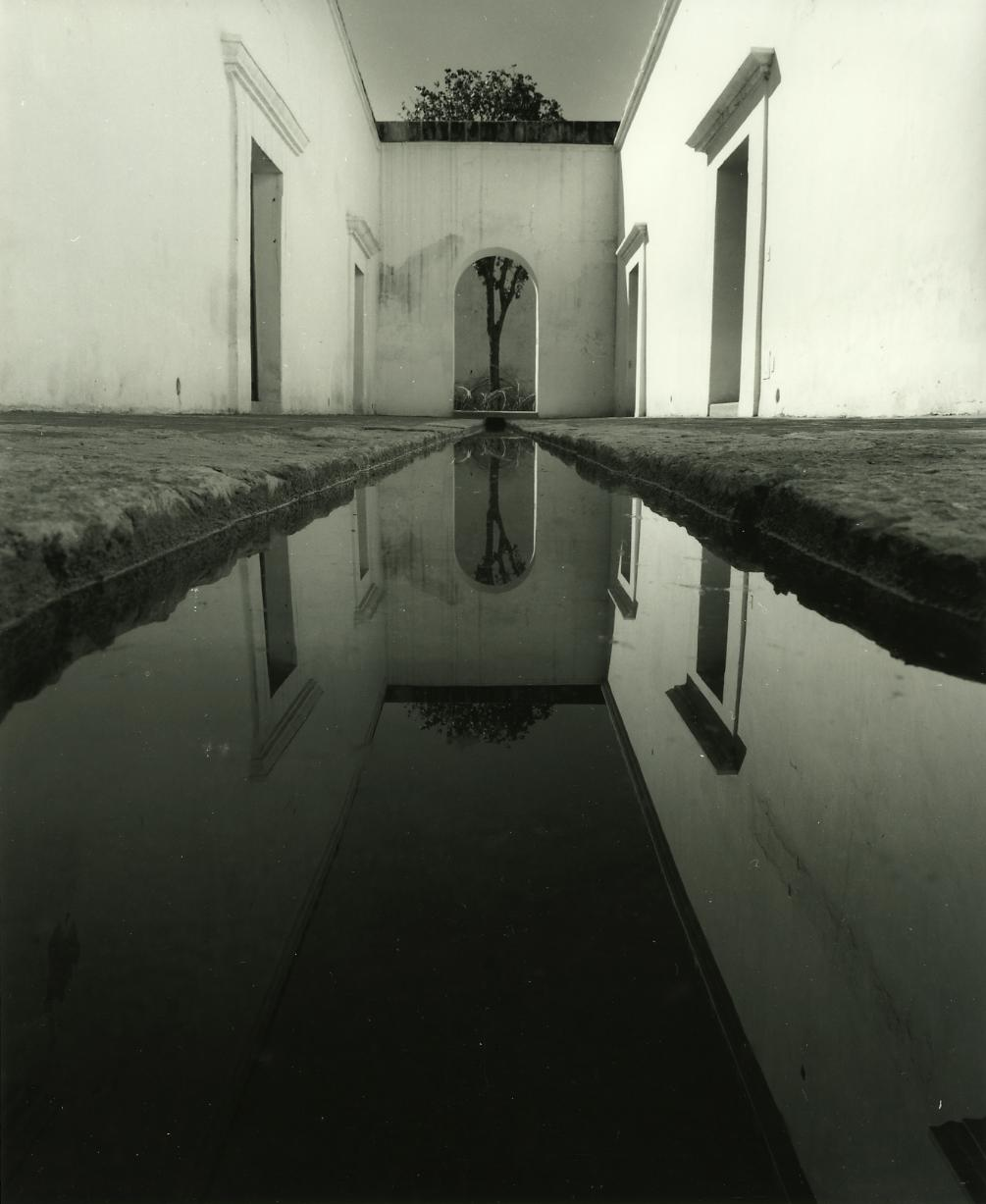
Centro Fotográfico Manuel Álvarez Bravo, en Oaxaca, México.

Manuel Álvarez Bravo (Ciudad de México, México, 4 de febrero de 1902-íd., 19 de octubre de 2002) fue un fotógrafo y cineasta mexicano. Trabajó al lado del director de cine ruso Sergéi Eisenstein.[cita requerida]

## Biografía

### Inicios
Manuel Álvarez Bravo nació a principios del siglo XX en el corazón de la Ciudad de México. Desde pequeño estuvo expuesto a la fotografía y las artes en general. Su padre, Manuel Marino Álvarez García, era un maestro apasionado por la pintura, la fotografía y la escritura, que produjo varias obras de teatro. Su abuelo, por otro lado, era retratista profesional.
Álvarez Bravo creció en el centro histórico de la Ciudad de México detrás de la Catedral Metropolitana, en uno de los muchos edificios coloniales convertidos en apartamentos para las clases media y baja de la ciudad. Actualmente el edificio sigue en pie, ahora convertido en hotel. La proximidad de su casa con el Palacio Nacional lo volvió testigo de la Revolución Mexicana; tenía ocho años cuando inició esta guerra civil. A su corta edad pudo observar los efectos de la guerra. Desde su domicilio, escuchó disparos y se topó con cadáveres cuando era niño. Estos eventos lo marcaron por el resto de su vida y afectaron su fotografía más adelante. 

### Adolescencia y juventud
De 1908 a 1914 Álvarez Bravo asistió a la primaria en el Internado Patricio Sanz en Tlalpan. A la edad de doce años tuvo que abandonar la escuela cuando su padre murió. En un principio, trabajó como empleado de una fábrica textil francesa. Su facilidad con los números le consiguió un puesto en el Departamento del Tesoro Mexicano. En estos años realizó estudios en contabilidad durante las noches, sin embargo, al poco tiempo los cambió por clases de arte en la Academia de San Carlos.
En 1923, Álvarez Bravo conoció a Hugo Brehme. Este hecho lo impulsó a perseguir la fotografía. En 1924 compró su primera cámara y comenzó a experimentar con ella. Su instrucción fotográfica fue un tanto autodidacta, con algunos consejos de Brehme y recomendaciones de suscripciones a revistas de fotografía. En 1927, conoció a la fotógrafa Tina Modotti. Álvarez Bravo había admirado el trabajo de Modotti en revistas como Forma y Mexican Folkways, incluso antes de conocerla. Ella le presentó a varios intelectuales y artistas de la Ciudad de México, incluido el fotógrafo Edward Weston, quien lo animó a continuar con el oficio. 

### Adultez
En 1925, Manuel Álvarez Bravo inició su carrera como fotógrafo independiente. Ese mismo año se casó con Lola Álvarez Bravo, su primera esposa. Álvarez Bravo y Lola, tuvieron un hijo, Manuel, en 1927, el único hijo de este matrimonio, y se separaron en 1934.
En 1942, contrajo nupcias con la antropóloga Doris Heyden. En 1950, nació Miguel Hidalgo, segundo hijo del fotógrafo. La pareja se separó en 1962. Este mismo año Álvarez Bravo se casó con la fotógrafa francesa Colette Álvarez Urbajtel[cita requerida], su tercera y última esposa con quien permaneció casado hasta su fallecimiento. Colette y Manuel tuvieron dos hijas Aurelia Shajna y Genoveva Elisa.
En 1955, el arquitecto José de la Vega, proyectó y construyó, a petición del artista, una casa habitación y estudio personal en Coyoacán, sur de la Ciudad de México. La edificación terminó su construcción a inicios de los años 60. Este espacio fue la residencia permanente del fotógrafo hasta el final de su vida. Actualmente, el inmueble alberga la Asociación Manuel Álvarez Bravo A.C. y el Archivo Manuel Álvarez Bravo S.C.
En 1973, donó su colección personal de fotografías y cámaras al Instituto Nacional de Bellas Artes. El gobierno mexicano compró 400 fotografías adicionales para el Museo de Arte Moderno.[cita requerida]
Manuel Álvarez Bravo murió el 19 de octubre de 2002 en la Ciudad de México.

## Carrera profesional
Los últimos años de la década de los veinte vieron el despegar de la carrera de Álvarez Bravo como fotógrafo. En 1926, cuando aún vivía en Oaxaca, ganó el primer premio en el concurso organizado por la Feria Regional Ganadera de Oaxaca, con la fotografía de Dos novios en una barca. Cuando regresó a la Ciudad de México, en 1927, convirtió su departamento en una galería informal. En 1928, su obra fue expuesta en el Primer Salón Mexicano de Fotografía. 
Su amistad con Tina Modotti fue uno de los eventos más influyentes en su carrera artística. En 1929, cuando salió expulsada de México, Álvarez Bravo se quedó con la tarea de fotografiar las obras de los principales muralistas de la época: José Clemente Orozco, Diego Rivera, David Alfaro Siqueiros, entre otros.
En los años 30, Manuel Álvarez Bravo comenzó a dar clases en la Academia de San Carlos, aunque aún mantenía su empleo como contador. Al año siguiente, en 1931, ganó el primer premio en el concurso de fotografía de la compañía cementera La Tolteca con la fotografía del mismo nombre. Fue hasta 1932 que Álvarez Bravo tuvo su primera exposición individual en la Galería Posada de la Ciudad de México; ese mismo año finalmente se volcó de lleno a su carrera artística.

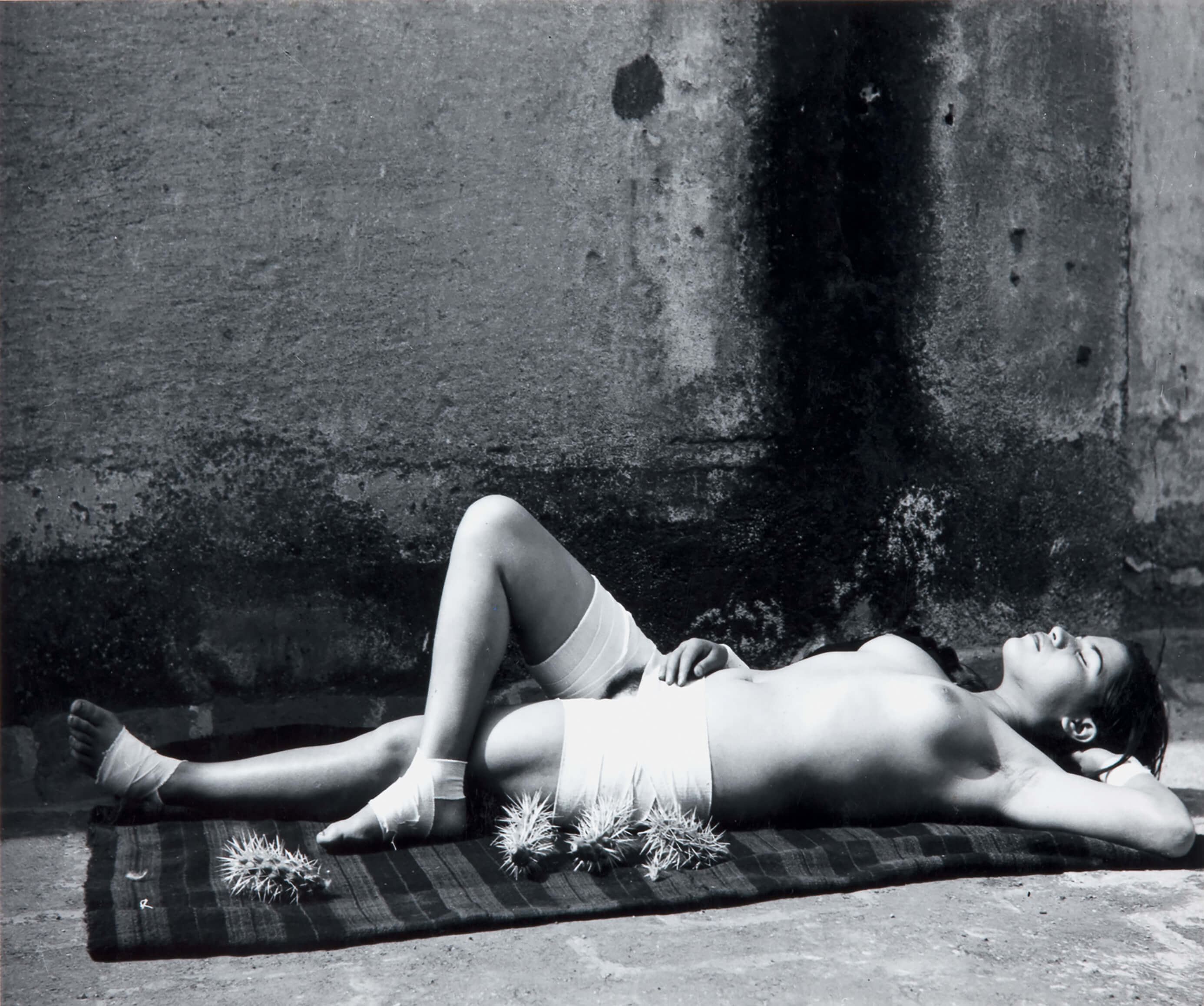
Manuel Álvarez Bravo, La buena fama durmiendo, 1938.

En esa época compartió exposiciones con el famoso fotógrafo francés Henri Cartier-Bresson en las salas del Palacio de Bellas Artes de la Ciudad de México. En 1935, Álvarez Bravo expuso en la Julien Levy Gallery de Nueva York, junto a Cartier-Bresson, nuevamente, y Walker Evans. Su trabajo fascinó a André Bretón, quien descubrió “un surrealismo innato” en su fotografía. La amistad con Breton fructificó en la portada del libro-catálogo de la Exposición Surrealista Internacional (1939) donde Álvarez Bravo publicó La Buena Fama Durmiendo, una de sus fotografía más icónicas.  
En 1936 Manuel Álvarez Bravo, fundó la Galería Hipocampo junto con otros artistas mexicanos, como Xavier Villaurrutia. Durante este periodo su fotografía comenzó a separase del lenguaje visual establecido. Sus creativas soluciones, lo sugestivo de sus títulos y sus temas basados en la cultura y tradición mexicana lo apartaron del trabajo de sus contemporáneos. Mucha de su fotografía de finales de los treinta muestra en su identidad como fotógrafo una gran perspicacia y un fino sentido del humor.
La década de los cuarenta, marcó el inicio de Álvarez Bravo en el mundo del cine con ¡Que Viva México! (Eisenstein, 1930). Participó en rodajes con personalidades como John Ford y Luis Buñuel. En 1944, fue realizador del largometraje Tehuantepec, y de los cortometrajes Los tigres de Coyoacán, La vida cotidiana de los perros, ¿Cuánta será la oscuridad? (con el escritor José Revueltas) y El obrero (con el también escritor Juan de la Cabada). Es en esta década consolidó su madurez artística (que aún perdura), mediante recursos tales como la yuxtaposición, el aislamiento de detalles y el ordenamiento con rigor geométrico. Esto dio como resultado el manejo simultáneo de lo familiar y lo inesperado, generando una ambigüedad que invita al espectador a ver con nuevos ojos las cosas cotidianas y a construir su propio significado.

### Exposiciones y premios
Durante una larga trayectoria nacional e internacional, Álvarez Bravo acumuló experiencias, premios, reconocimientos, exposiciones, incluso gran parte de su labor consistió en reunir y dar a conocer importantes colecciones fotográficas, así como la creación del primer Museo de la Fotografía en México. Dentro de sus premios destacan los siguientes: 
- Premio Elías Sourasky en Artes.
- Premio Nacional de Ciencias y Artes en el área de Bellas Artes por el gobierno de México en 1975.[10]
- Condecoración oficial de la Ordre des Arts et Lettres Français, por Francia en 1981.
- Premio internacional de la fundación Hasselblad por  Suecia en 1984.
- Master of Photography del ICP en Nueva York, Estados Unidos en 1987.

Una de las salas del Museo de Arte Moderno de la Ciudad de México llevó su nombre entre el año 2000 y el 2006, en el que se juzgó a dicha impertinente para uso como galería debido a serios problemas de climatización y seguridad, además de resultar muy pequeña, por lo que a dicha sala se le devolvió su función original para oficinas.

## Archivo fotográfico
Actualmente la colección de negativos creada por Manuel Álvarez Bravo se encuentra resguardado en la Casa Archivo Manuel Álvarez Bravo en el Archivo Manuel Álvarez Bravo S.C., localizado al sur de la Ciudad de México. El Archivo fue fundado en 2011, como iniciativa de Colette Urbajtel, viuda del fotógrafo, y sus dos hijas con el objetivo de investigar, conservar y difundir el legado de Manuel Álvarez Bravo. 
En 2017 el archivo de negativos, documentos y publicaciones de Manuel Álvarez Bravo fue inscrito en el programa Memoria del Mundo de la UNESCO. 